# Kaple Nejsvětější Trojice (Ohařice)
Kaple Nejsvětější Trojice se nachází na katastru obce Ohařice západně od vesnice Ostružna při cestě ke Štidlům. Jde o památku zapsanou do Ústředního seznamu nemovitých kulturních památek ČR (číslo rejstříku ÚSKP 37097/6-1307).

## Popis
Kaple Nejsvětější Trojice je malá trojboká stavba završená trojbokou lucernou. Kaple má všechny tři stěny identické, uprostřed vstupní stěny je rizalit se vstupními plechovými dveřmi. Na nárožích kaple jsou pilastry konkávně prohnuté, stěny jsou zakončeny výraznou korunní římsou. Střechu završuje lucerna rovněž trojúhelníkovitého půdorysu s okenními otvory téhož tvaru.

## Galerie

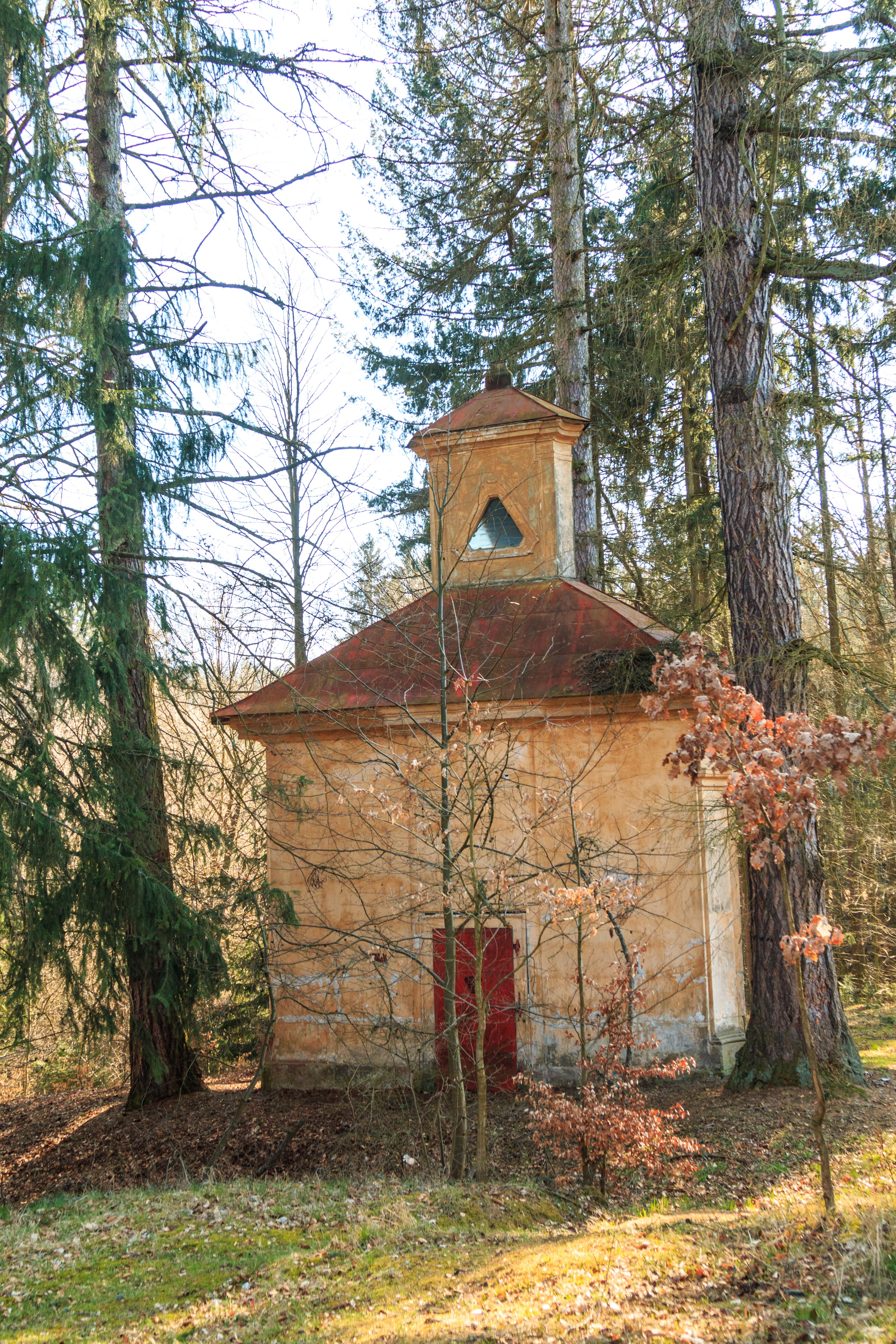
Kaple Nejsvětější Trojice u Ohařic
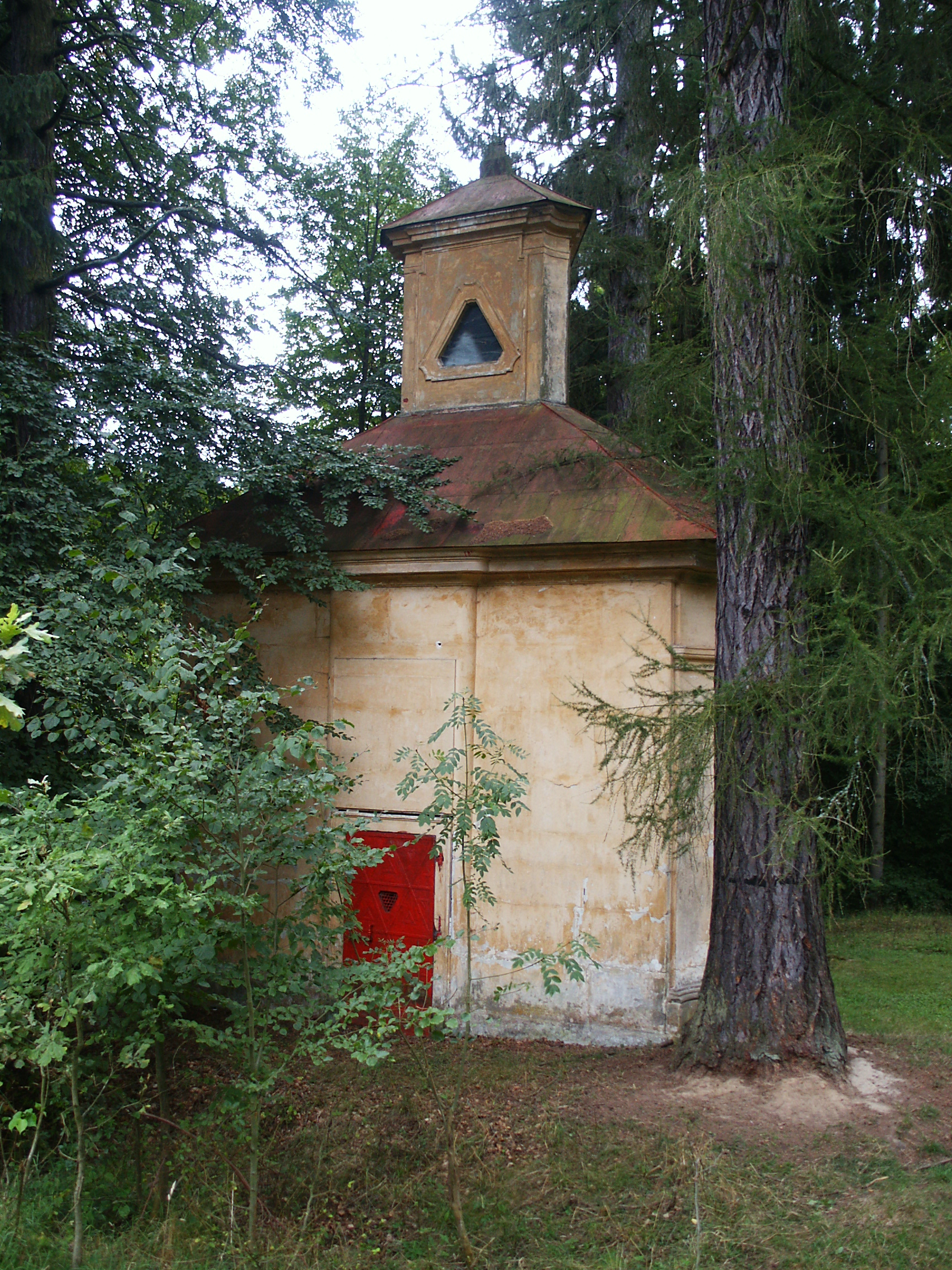
Kaple Nejsvětější Trojice u Ohařic
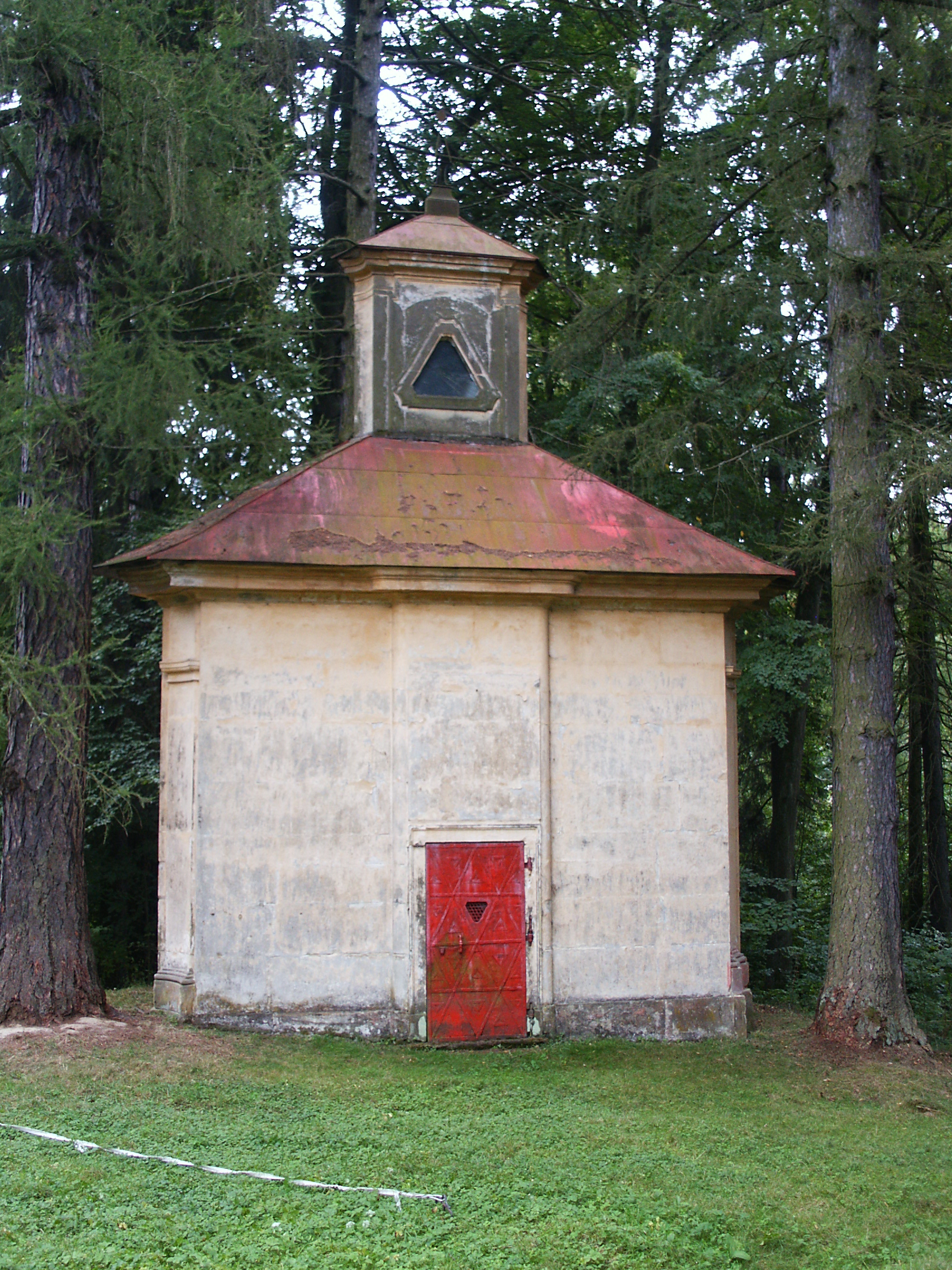
Kaple Nejsvětější Trojice u Ohařic